# Copa del Rey de voleibol 1990
La 40ª edición de la Copa del Rey de Voleibol se disputó del 24 al 25 de marzo en el Palau d'Esports (Palma de Mallorca).
Los equipos clasificados fueron: A.C.D. Bomberos, Club Voleibol Calvo Sotelo, Salesianos y Son Amar Palma. Los dos primeros accedieron por ser finalistas de la Superliga, mientras que Salesianos lo fue tras ganar la parte del cuadro de los 4 últimos clasificados, mientras que Son Amar lo fue por ganar en el partido por eltercer y cuarto puesto al Club Voleibol Almería
El Son Amar Palma se proclamó campeón tras derrotar en la final al Club Voleibol Calvo Sotelo por 3 sets a 2.

## Desarrollo
|  | Semifinales                | Semifinales                |                                     |            | Final           | Final                        |  |
|  | 24 de marzo                | 24 de marzo                |                                     |            | 25 de marzo     | 25 de marzo                  |  |
|  |                            |                            |                                     |            |                 |                              |  |
|  |                            |                            |                                     |            |                 |                              |  |
|  | Club Voleibol Calvo Sotelo | 3                          |                                     |            |                 |                              |  |
|  | Salesianos                 | 0 (15-9; 15-12; 15-7)      |                                     |            |                 |                              |  |
|  |                            |                            |                                     |            |                 |                              |  |
|  |                            |                            |                                     |            |                 |                              |  |
|  |                            |                            |                                     |            | Son Amar Palma  | 3                            |  |
|  |                            | Club Voleibol Calvo Sotelo | 2 (12-15; 15-7; 10-15; 15-7; 15-12) |            |                 |                              |  |
|  |                            |                            |                                     |            |                 |                              |  |
|  |                            |                            |                                     |            |                 |                              |  |
|  |                            |                            |                                     |            | Tercer lugar    |                              |  |
|  |                            |                            |                                     |            |                 |                              |  |
|  | Son Amar Palma             | 3                          |                                     | Salesianos | 3               |                              |  |
|  | A.C.D. Bomberos            | 0 (15-6; 15-6; 16-7)       |                                     |            | A.C.D. Bomberos | 1 (15-11; 15-8; 7-15; 15-12) |  |

Referencias